# 애기장대

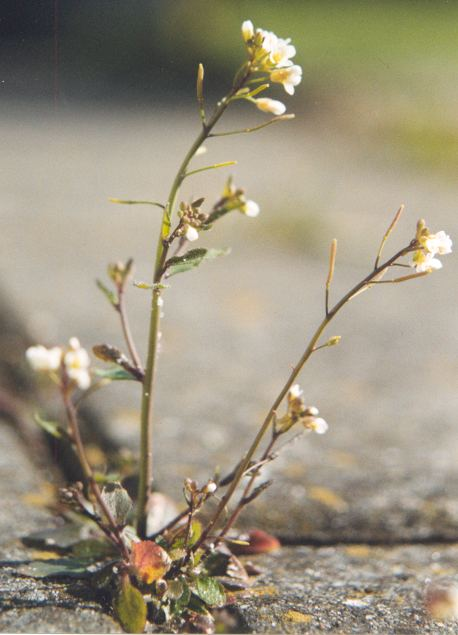
애기장대

애기장대(Arabidopsis thaliana)는 유럽, 아시아, 아프리카 북서부에 자생하는 조그마한 속씨식물이다. 이 식물은 약 135 염기쌍(Mbp)의 복잡한 다세포, 진핵생물인데 비해 상대적으로 작은 게놈을 지니고 있다.
한 동안은 속씨식물 가운데 가장 작은 게놈을 지니고 있었다고 간주되었으나 현재 알려진 가장 작은 속씨식물의 게놈은 식충식물로 알려진 꿀풀목 게늘리세아속 Genlisea margaretae 식물에 속하며 그 게놈의 크기는 63.4 Mbp이다. 애기장대는 연속 게놈을 지닌 최초의 식물로, 꽃 발생, 굴광성을 포함한 수많은 식물적 특징에 대해 분자생물학을 이해할 때 잘 쓰이는 도구이다.

## 같이 보기
- 식물학
- 분자생물학

## 참조
1. ↑  Germplasm Resources Information Network: Arabidopsis thaliana
2. ↑  http://www.arabidopsis.org/portals/genAnnotation/gene_structural_annotation/agicomplete.jsp
3. ↑  .. Arabidopsis has been reported to have the smallest genome known among flowering plants (Leutwileret al., 1984). In our survey Arabidopsis ...
4. ↑  Greilhuber, J., Borsch, T., Müller, K., Worberg, A., Porembski, S., and Barthlott, W. (2006). Smallest angiosperm genomes found in Lentibulariaceae, with chromosomes of bacterial size. Plant Biology, 8: 770-777.